# 中山タマ
中山 タマ（なかやま タマ、1889年（明治22年）6月28日 – 1971年（昭和46年）10月5日）は日本の医師。政治家、衆議院議員（1期）。

## 来歴
1889年兵庫県津名郡仮屋町（現淡路市）に生まれる。日本医学校（現日本医科大学）を卒業後、1911年に医師免許を取得し、翌年神戸市で開業する。その後鈴蘭台病院院長になり、戦後の1946年の第22回衆議院議員総選挙に兵庫県1区(大選挙区制)から無所属で立候補して3位で当選した。翌年の第23回衆議院議員総選挙では兵庫2区から民主党公認で立候補したが落選した。落選後は論文「人體に於けるBCG皮内接種の局所反應とツベルクリン反應との關連に就て」により1949年に大阪大学から医学博士の学位を取得し、自民党に入党して兵庫県連顧問になった。1971年死去。